# Trocantere (anatomia)
In anatomia, il trocantere è un tubercolo presente sul femore.
Vengono distinti:
- grande trocantere
- piccolo trocantere

Queste due tuberosità forniscono punti di inserzione per i forti muscoli della gamba. Altri mammiferi, e alcuni esseri umani (come tratto discontinuo), sono forniti anche di un terzo trocantere, mentre altri vertebrati (come i dinosauri) ne possedevano addirittura quattro.

## Etimologia
"Trocantere" deriva dal greco τροχός ("trokhos"), "ruota", con riferimento alla mobilità della testa femorale che anticamente prendeva proprio il nome di "trocantere".